# Irukandji
Irukandji (Carukia barnesi) är en art som tillhör kubmaneterna och är ett mycket giftigt djur. Irukandji ingår i släktet Carukia, och familjen Tamoyidae. Manetens klocka är endast någon cm i diameter och den måste kunna döda sitt byte snabbt och effektivt, och därför är giftet så starkt. För människan leder stinget till smärtor och illamående vilket i kombination med att den drabbade befinner sig i vattnet kan leda till drunkning. Stinget ger inga symptom eller smärtor förrän cirka 30 minuter efter händelsen då giftet når hjärnan och paralyserar stora delar av kroppens nervsystem. Trots att maneten är kapabel till att döda en människa använder den giftet till att paralysera små fiskar, som den senare äter levande i "magen". De lever runt Australien och arten har även skymtats i delar av Thailand och Malaysia.

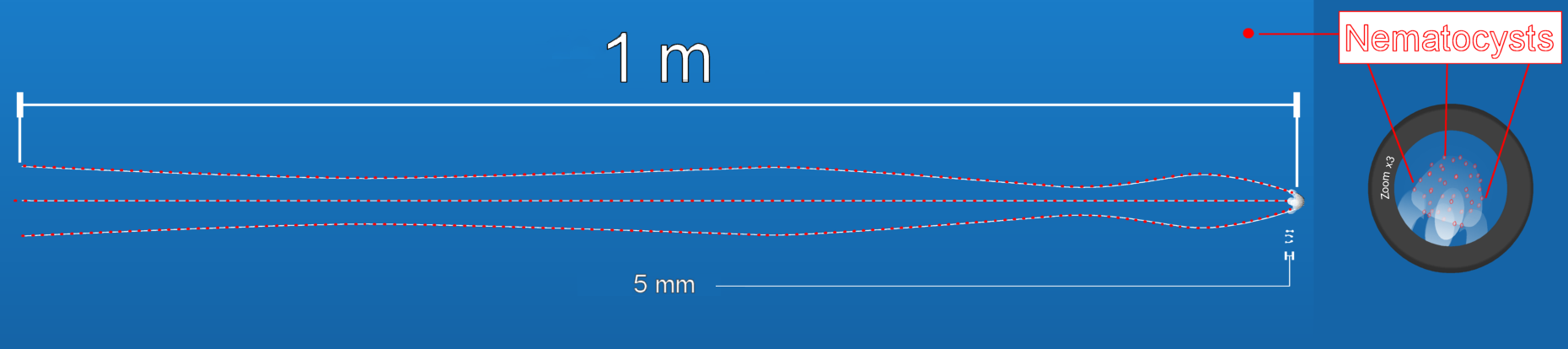
Skalenlig avbildning av irukandjimaneten och tentaklerna.